# ピーター・バラカン
ピーター・バラカン（Peter Barakan、1951年8月20日 - ）は、イギリス出身の音楽評論家。

## 人物
1951年、ロンドン生まれ。ロンドン大学日本語学科を卒業した後、1974年に来日して音楽出版社や音楽マネジメント会社の社員として働いた後、独立した。
ゴスペルやブルースから80年代まで(新版ではネオソウル・ヒップホップまで）のアメリカのブラックミュージックの通史を示して時代・ジャンルごとの代表盤を紹介した『魂（ソウル）のゆくえ』の著者である。ブラックミュージック、ロック、ジャズ・フュージョン、ワールドミュージックなどのさまざまなジャンルのレコード・CDを紹介する著作を多数執筆している。
1980年代に洋楽のミュージックビデオを放映するテレビ番組「ザ・ポッパーズMTV」の司会者として一般に名前を知られるようになった。「BARAKAN BEAT 、「ウィークエンドサンシャイン」など、自らが紹介したいさまざまななジャンルの楽曲を放送するラジオの音楽番組のDJとして知られる。「CBSドキュメント」の司会のように音楽関係以外の放送の仕事もある。
近年は、音楽フェスティバル「Peter Barakan's LIVE MAGIC!」音楽映画を上映する「ピーター・バラカン音楽映画フェスティバル」の開催など、音楽を紹介する新たな取り組みを行っている。
多様な手段を通して音楽を紹介する仕事から一般的には「音楽評論家」とされる。しかし本人は、「自分では一度も名乗ったことがない」と述べ、「評論家」ではないと言及している。
自身の肩書きについて、本人は「ブロードキャスター」という表現を用いる。長年出演するNHKの番組情報などでも、同様の表記がされている。

## 来歴

### 生い立ちから青年期まで
1951年、ロンドンでユダヤ系ポーランド人の父と、イギリス人とミャンマー人を両親に持つ母の間に生まれる（弟のマイケルについては#家族も参照）。大学卒業までロンドン在住。1962年、デビューしたビートルズに強い影響を受ける。11歳から学校でラテン語と古典ギリシア語を学び、高校まで語学に関心を持ち続ける。日本語学科があるイギリスの4大学のうち、男子寮への入寮義務がなかったロンドン大学東洋アフリカ研究学院（SOAS）を選択する。

### 音楽業界へ
同大学卒業後、ロンドンのレコード店で店員（のち店長）として働いていたとき、英語の母語話者を求める音楽出版社シンコー・ミュージックの求人に応じて1974年に来日。同社国際部で、英米の会社に向けてビジネスレターを書く仕事を担当した。1976年には"CARLOS ALPACA"の変名で、チューリップのビートルズカバー・アルバム『すべて君たちのせいさ』での英語発音指導及び収録曲のオリジナル楽曲「ALL BECAUSE OF YOU GUYS～PROLOGUE」「ALL BECAUSE OF YOU GUYS～EPILOGUE」での一部ボーカル、財津和夫との共作詞・作曲を担当。
1980年、イエロー・マジック・オーケストラ（YMO）のマネジメント事務所、ヨロシタ・ミュージックに転職し、以降のYMOの国外コーディネートや楽曲の英語・補作詞などを担当した。
逸話としては1983年公開の映画『戦場のメリークリスマス』に出演した坂本龍一のラロトンガ島での撮影に同行。その際に、小さな島故に島内の酒場で共演者のデヴィッド・ボウイに遭遇。ある時、ボウイが聴いていたカセットテープの曲は、ザ・コースターズだったという。
その後ヨロシタ・ミュージックから独立、放送業界にも進出。TBSテレビ『ポッパーズMTV』、NHK-FM『ウィークエンドサンシャイン』、エフエムインターウェーブ『BARAKAN BEAT』などテレビ・ラジオの音楽番組のパーソナリティを数多く務めている。
NHKワールドTV『Begin Japanology』では、英語で日本文化を紹介している。その一方で、米国CBSの報道番組を紹介するTBS『CBSドキュメント』において、1988年の番組開始から2014年まで司会を務めた。音楽を中心に仕事をしてきたバラカンにとって、このCBSドキュメントは初めて音楽が関係しない番組だった。そこでプロデューサーと協議して「ブロードキャスター」という肩書きを名乗ることにしたという。
2007年12月8日、クエーカーのキリスト友会・東京月会で行われた、音楽と平和をテーマとしたトークショーの準備中に、何者かにより催涙スプレーを吹きかけられる被害に遭った。
「日本の音楽で一番好きなもの」という質問に、大瀧詠一のアルバム『LET'S ONDO AGAIN』と答えている。そのレコードを笑いながら聴いていると、妻に呆れられたという。中でも、布谷文夫が歌う「呆阿津怒哀声音頭」（レイ・チャールズの「What'd I Say」のパロディ）の歌詞を解読できた時の爆笑は特に印象に残っているとのこと。
2012年9月14日から2014年6月まで、エフエムインターウェーブの執行役員を務めた。ラジオに魔法をかけた100曲リストを発表し、「ラジオに魔法を取り戻す」キャンペーンなどを展開した。
2013年、第50回ギャラクシー賞 DJパーソナリティー賞を受賞した。
2014年9月、InterFM897でパーソナリティを務めていた『BARAKAN MORNING』が突如打ち切りとされた。この事態に対しバラカンは、「僕を起用すること自体が間違いだった」と語っている。
2014年10月からは自らが監修する音楽フェスティバル「Peter Barakan's  LIVE MAGIC!」を企画し、毎年開催している（新型コロナウイルス禍の2020年、2021年はオンライン開催）。2021年7月からは自らが選んだ音楽映画を上映する映画祭「ピーター・バラカン音楽映画フェスティバル」（Peter Barakan’s Music Film Festival）をスタートさせた。全国各地で「出前DJ」と名付けたイベントも続けている。
2022年、音楽・テレビ・ラジオを通じ国際社会と日本の架け橋となったことの功績として、2021年度NHK放送文化賞を受賞した。

### 音楽的判断と嗜好
デューク・エリントンの名言「音楽には２種類しか無い、それは良いものと悪いものである（There are only two types of music,'good' and 'bad'.）」で表されている考え方を完全にとる。自分が良いと思えるのが良い作品と判断し、「売れる」とか「売れない」とかは音楽的な良し悪しと全然関係ない、と考える。
好きな音楽は、ブルース、リズム・アンド・ブルース、ソウルミュージック、ロック、ニュー・オーリンズR&B、アフリカの音楽、レゲエ、ブルーグラス、民謡・民族音楽・ワールドミュージックなど多方面に渡る。好きなアーティストはヴァン・モリソン、デレク・トラックス、ボブ・ディラン、リトル・フィート、ザ・バンド、グレイトフル・デッド、トム・ペティ、マディ・ウォーターズ、フェアポート・コンヴェンション、パンチブラザーズ、濱口祐自など。ニューオーリンズや中南米、アイルランドなどの欧州各国、沖縄やアイヌ、アフリカの音楽など好んで紹介している。
嫌いな音楽も明言しており、ハードロック・ヘヴィメタルは嫌いで、自身の番組ではかけさせない。レッド・ツェッペリンなども「僕は駄目」と率直に述べている。BABYMETALのセカンドアルバムが米ビルボードのアルバム総合ランキングで39位となり、日本人アーティストの上位40位入りの、「坂本九以来となる快挙」とされたことにも、出演番組やTwitterで「評価できない」「あんな『まがい物』によって日本が評価されるなら本当に世も末だ」と評しファンから反感を買った。

### 家族
妻は翻訳家の吉田真弓。息子のシンノスケ・バラカンはDJ。娘はロンドン在住のサユリ・バラカン。弟のマイケル・バラカン（Michael Barakan）は、プロのギタリストとなり、かつてはバイザンティアム（ビザンティウム）のメンバーとなった。その後、シェイン・フォンテイン(Shane Fontayne)の名前で、ブルース・スプリングスティーン、ブライアン・アダムス、ジョニー・アリディ、クリス・ボッティなどのレコーディングやツアーに参加した（マイケルは1986年から2000年までジョン・フィリップスの娘で、チャイナ・フィリップスの異母姉である女優のマッケンジー・フィリップスと結婚していた）。

## 出演

### 放送中の番組

#### ラジオ
- BARAKAN BEAT（1996年4月 - InterFM） - 毎週日曜日 18:00 - 20:00[注 1]
- ウィークエンドサンシャイン（1999年4月3日 - NHK-FM）- 毎週土曜日7:20 - 9:00
- 東京ミッドタウン presents The Lifestyle MUSEUM（TOKYO FM）
  - 2008年4月4日〜2021年3月26日 - 金曜18:30 - 19:00
  - 2021年4月3日 - 土曜25:00 - 25:30

#### テレビ
- Japanology Plus （2014年4月 - NHKワールドTV・NHK BS1）
- オフビート&JAZZ（WOWOW）[27]
- 音楽と旅するアメリカ（2014年10月 - CS旅チャンネル）

### 過去の出演番組

#### ラジオ
- サウンドコネクション・ロッカダムIII（1981年・FM東京） - 襟川クロと共演。DJとして初の出演番組。
- スタジオ・テクノポリス27（1982年6月 - 1984年3月・FM東京） - 矢野顕子と共演。[注 2]
- ニューヒットポップス情報「ヨーロッパ・ニューヒット」（1985年4月 - 1986年3月・NHK-FM）
- ワールドポップス「全英ポップス情報」（1986年4月 - 1987年3月・NHK-FM）[28] -  鈴木さえ子と共演。
- ミュージックシティー「ロンドン発ピーターバラカン」（1987年4月 - 1989年・NHK-FM）
- Bay City Blues ベイ・シティ・ブルーズ（1989年10月 - 1996年3月・bayFM）
- 特集・ビートルズの歴史 1962-1970（1992年12月1日 - 11日・NHK-FM）＜全9回＞
- 大学対抗DJショー（1993年1月15日、1994年1月15日・NHK-FM）  - 審査員
- DJショー（1994年6月4日 - 1997年3月29日・NHK-FM） - 毎週土曜日9:00 - 10:50[注 3]
- 日本点検（1995年1月14日 - 1995年7月29日・NHKラジオ第1） - 司会
- 土曜ジャーナル（1995年9月30日 - 1995年12月23日・NHKラジオ第1）
- 日曜ラジオマガジン（1996年4月21日 -  2002年2月17日・NHKラジオ第1）
- NHK-FM 30周年記念番組（1999年3月22日・NHK-FM） - 好本恵、岩田由記夫、ゴンチチ、尾臺順子と共演。
- BBCロック・ライブ（1997年4月4日 - 1999年3月26日・NHK-FM） - 毎週金曜日0:00-0:59[注 4]
- ピーター・バラカンのミュージック・トリップ（1997年9月15日・23日・NHK-FM）
- 今日は一日DJサミット三昧（2008年5月3日・NHK-FM） - 児山紀芳と共演。
- ストリーム（TBSラジオ）内包コーナー「サウンドパティスリー」毎月1回 木曜日 15:00
- その時ビートが生まれた（全国コミュニティFMなど） 毎週木曜日 1:00 - 2:00
- BARAKAN MORNING（2013年4月 - 2014年9月・InterFM） - 毎週月-木曜日 7:00 - 10:00[注 5]
- Bob Dylan’s Theme Time Radio Hour（2013年4月4日 - ・InterFM） - 毎週月曜日 0:00 - 1:15[注 6] ※ 日本語解説とボブ・ディランの曲の選曲を担当
- スタジオテクノポリス24/21 （2013年8月 - ・InterFM）- 不定期　矢野顕子と共演。80年代の番組の復活版
- アナログ特区 powered by 東洋化成（2015年4月5日 - 2016年3月28日・FM yokohama） - 毎週月曜日 0:00 - 1:00 息子の真之輔バラカンと共演。
- RADIO SWITCH（2018年10月 - 2020年9月、J-WAVE） - 奇数月第4週のみ「Barakan Switch」となり出演する。
- Going Back～音楽と世界（2021年11月6日 - 2022年9月24日、ふくしまFM）[29]

#### テレビ
- ザ・ポッパーズMTV（1984年4月 - 1987年9月・TBS）
- 洋楽王国（1987年10月 - TBS） - メイン司会は織田哲郎
- CBSドキュメント（1988年10月 - 2010年3月）
- テレビの王様（1994年4月 - 1994年9月・TBS） - コラムニスト
- サラリーマンNEO ウィンタースペシャル2009（2009年12月27日・NHK総合） - ゲスト
- Begin Japanology（2014年4月 - NHKワールドTV・NHK BS1） - 司会[注 7]
- CBS60ミニッツ（2010年4月14日 - 2014年3月26日）（TBSニュースバード）
- JAZZ FILE（WOWOW）[30]
- 「バラカンが見たコロナ禍の東京」（2021年3月21日、NHK-BS1、海外向け番組の再編集）[31]
- 「バラカンが見たアイヌ新時代」（2022年4月10日、NHK-BS1）[32]
- 「バカランが見た縄文」（2022年5月８日、NHK-BS1）[33]
- 「バラカンが見た沖縄」（2022年7月10日、NHK-BS1）[34]
- 「バラカンが見た村上海賊」（2023年5月20日、NHK-BS1）[35]
- 「バラカンが見た奄美大島」（2023年8月26日、NHK-BS１）[36]

#### ナレーション
- I.Q FINAL 説明ナレーション（1998年）

#### CM
- ファイザー「アネトン」（1991年）
- 生活クラブ生協

## 作詞
イエロー・マジック・オーケストラとの共作詞楽曲
- 『BGM』
  - 「BALLET／バレエ」・「CAMOUFLAGE／カムフラージュ」 - 高橋幸宏と共作
  - 「MUSIC PLANS／音楽の計画」 - 坂本龍一と共作
  - 「RAP PHENOMENA／ラップ現象」 - 細野晴臣と共作
  - 「CUE／キュー」 - 高橋幸宏・細野晴臣と共作
- 『テクノデリック』
  - 「ジャム／PURE JAM」「階段／STAIRS」 - 高橋幸宏と共作
  - 「京城音楽／SEOUL MUSIC」「灰色の段階／GRADATED GREY」 - 坂本龍一と共作
  - 「手掛かり／KEY」 - 細野晴臣と共作
- 『浮気なぼくら』
  - 「FOCUS」 - 細野晴臣と共作
  - 「OPENED MY EYES」 - 高橋幸宏と共作
- 『サーヴィス』
  - 「LIMBO」 - 高橋幸宏・細野晴臣と共作
  - 「THE MADMEN」「以心電信（YOU'VE GOT TO HELP YOURSELF）」 - 細野晴臣と共作
  - 「CHINESE WHISPERS」 - 高橋幸宏と共作
  - 「SHADOWS ON THE GROUND」 - 坂本龍一・高橋幸宏と共作
  - 「SEE-THROUGH」 - ピーター・バラカン
  - 「PERSPECTIVE」 - 坂本龍一と共作

## 著書
- 『魂（ソウル）のゆくえ』（新潮文庫） 1989年7月 新潮社 ISBN 978-4101157214
- 『ミュージック捜査線』（新潮文庫） 1993年5月 新潮社 ISBN 978-4101157221
- 「ラヴソング―a kiss is just a kiss」（求龍堂）1993年9月1日
- 『あそび・音楽・スポーツで国際交流（地域でできるこれからの国際交流 4）』（岩崎書店） 2002年4月  ISBN 978-4-265-04454-2
- 『人物、動・植物で調べる国際交流（地域でできるこれからの国際交流 5）』（岩崎書店） 2002年4月 ISBN 978-4-265-04455-9
- 『ロックの英詞を読む―Rock Between The Lines』（集英社インターナショナル） 2003年10月3日  ISBN 978-4-7976-7090-5
- 『魂（ソウル）のゆくえ』（アルテスパブリッシング） 2008年4月12日 ISBN 978-4-903951-05-8 （＊新潮社文庫の改訂増補）
- 『猿はマンキお金はマニ 日本人のための英語発音ルール』（日本放送出版協会） 2009年1月 ISBN 978-4-14-035082-9
- 『ピーター・バラカンのわが青春のサウンドトラック』（ミュージック・マガジン） 2009年3月 構成・文 若月眞人
- 『200CD+2 BLACK MUSIC』（学習研究社） 2009年9月20日  ISBN 978-4-05-404296-4
- 『ピーター・バラカン音楽日記』（集英社） 2011年9月26日 ISBN 978-4797672183
- 『ラジオのこちら側で』（岩波新書） 2013年1月30日  ISBN 978-4-00-431411-0
- 『ピーター・バラカンのわが青春のサウンドトラック: Once Upon A Time In England... 』（光文社知恵の森文庫）2013年10月8日
- 『ロックの英詩を読む―世界を変える歌』（集英社インターナショナル）2016年5月26日(＊2003年刊行の「ロックの英詩を読む」の続編。英米ロック、ソウル、ブルーズのメッセージ・ソングを22曲を新訳し、英語表現を解説したもの）

- 『テイキング・ストック ぼくがどうしても手放せない21世紀の愛聴盤』（駒草出版） 2020年8月7日 ISBN 978-4909646316
- 『新版 魂のゆくえ』（アルテスパブリッシング）2020年8月15日（＊ソウル・ミュージックガイドの決定版としてロングセラーを続ける　2008年版をさらに改訂。Spotifyで作成した全448曲のプレイリストのＱＲコードを掲載し、書き下ろしの解説を加えた。1989年版の刊行30周年の意味合いも込められた。）ISBN 978-4-86559-208-5
- 『面倒な発音記号がなくても大丈夫　ピーター・バラカン式英語発音ルール』（駒草出版） 2021年9月22日 （＊2009年刊行の「猿はマンキお金はマニ 日本人のための英語発音ルール」の大改訂版）
- 「アメリカン・ユートピア」（河出書房新社）2021年12月14日（＊デイヴィッド・バーン 文、マイラ・カルマン イラスト、ピーター・バラカン訳）[37]
- 『ふしぎな日本人－外国人に理解されないのはなぜか』 (ちくま新書)　2022年1月7日 （＊日本文化の面白さや特殊性をめぐる塚谷泰生氏との対談集）ISBN 978-4480074577
- 『T for Me　-ピーター・バラカン　Tシャツ・コレクション』（駒草出版）2022年9月27日